# Mount Gale
Mount Gale ist ein Berg im Norden des ostantarktischen Viktorialands. Er ragt als nördlichen Fortsatz des Gebirgskamms Frecker Ridge in den Anare Mountains auf der Südseite des Zusammenflusses von Ludvig- und Kirkby-Gletscher auf.
Das Antarctic Names Committee of Australia (ANCA) benannte den Berg nach D’Arcy Thomas Gale (* 1911), Hydrograph im Rahmen einer Forschungsreise der Australian National Antarctic Research Expeditions auf dem Schiff Thala Dan, mit dem 1962 die dem Berg vorgelagerte Küste erkundet wurde.